# Gemma Augustea

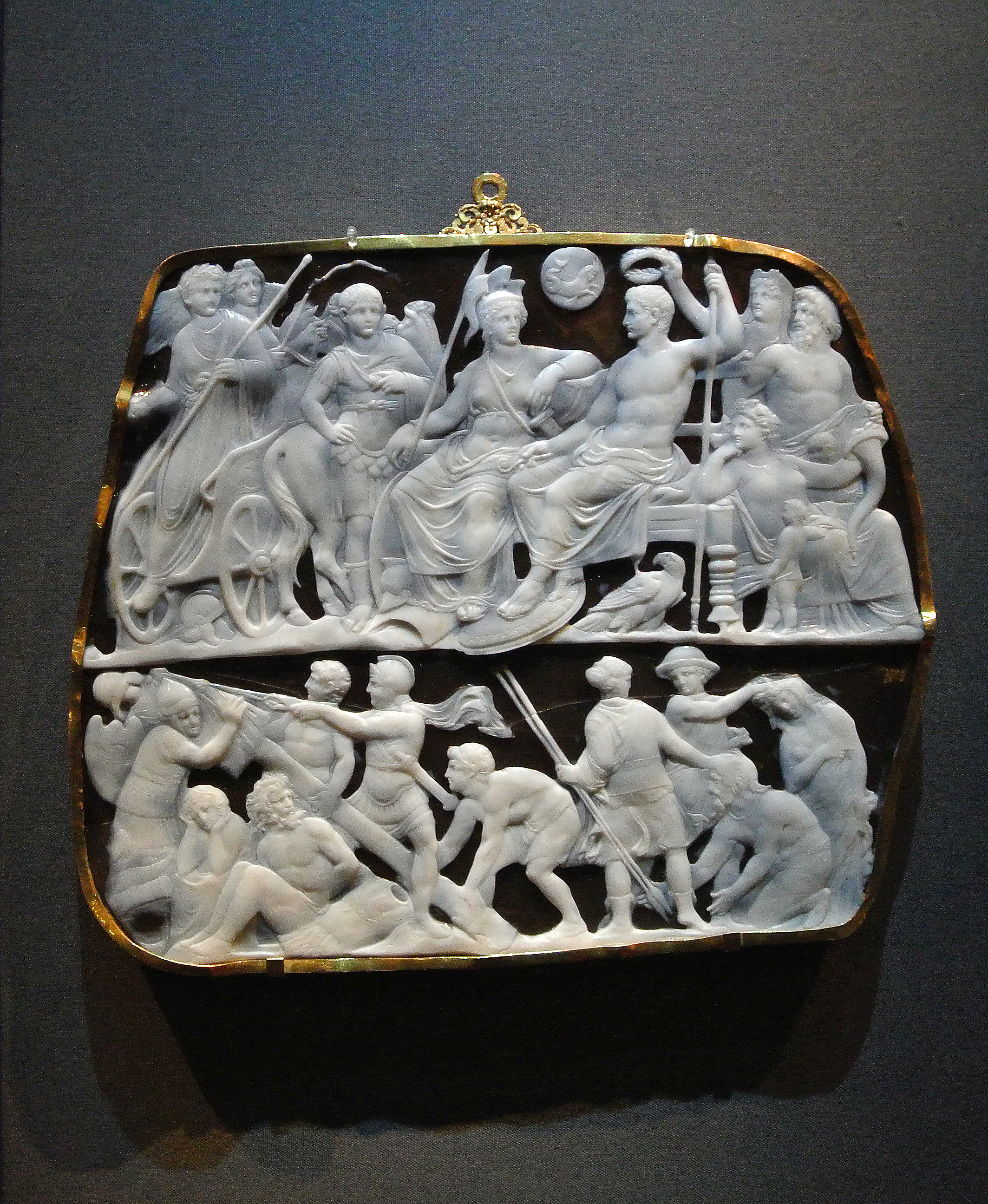
Gemma Augustea, Kunsthistorisches Museum Wien (inv.-nr. AS IXa 79).

De Gemma Augustea (ook wel Gemma Augusta of Gemma Augustae genoemd) is een uit dubbellagige kwarts gesneden en in bas-reliëf uitgevoerde grote camee. Het is een Staatskamee die als propagandistisch relatiegeschenk aan een belangrijk politiek figuur werd gegeven. Waarschijnlijk gaat het om een werk van Dioskurides of een van diens leerlingen dat na 10 n.Chr. is vervaardigd.
De Gemma Augustea, later met goud afgezet, bevindt zich momenteel in het Kunsthistorisches Museum Wien.

## Kenmerken
De kwarts is een Arabische sardonyx. De ene laag is wit, terwijl de andere blauwbruin is. De steen werd op zorgvuldige wijze gesneden, wat resulteerde in een minutieuze detaillering met een scherp contrast tussen de beelden en achtergrond en met schaduwspel. De gemme is 19 cm hoog en 23 cm breed en heeft een gemiddelde dikte van ca. 1,5 cm.
In 1666 werd de gemme met Duits goud afgezet. Deze zetting toont aan dat de gemme – die tot dan toe nagenoeg intact was gebleven – beschadigd was (aangezien men de zetting enkel had toegevoegd om de breukrand te verbergen), waarschijnlijk voordat keizer Rudolf II de gemme aankocht, maar zeker vóór 1700. De linkerbovenzijde was afgebroken en ten minste een figuur ging verloren. Vanaf 1750 wordt ook de doorbroken bodemplaat met zilveren ranken- en volutenornamenten vermeld, die tot op heden bewaard is gebleven.

## Totstandkoming
De Gemma Augustea wordt aan Dioskurides of een van zijn leerlingen toegeschreven. Dioskurides schijnt de favoriete steensnijder te zijn geweest van de princeps Imperator Caesar Augustus (keizer Augustus). Zijn werk en replica's ervan konden in de hele antieke wereld worden bewonderd. De Gemma Augustea wordt over het algemeen gedateerd tussen 10 en 20 n.Chr., hoewel sommige wetenschappers op basis van de afgebeelde scène van mening zijn dat ze enkele decennia later werd gecreëerd.
Als Dioskurides (of een van zijn navolgers) inderdaad de Gemma Augustea maakte, werd ze vermoedelijk aan het hof van Augustus in Rome vervaardigd. 
Hoewel Augustus de keizercultus volledig aanvaardde en buiten Rome zelfs stimuleerde, stond hij het niet toe om in zijn eigen stad te worden aanbeden als een god. Als de gemme tijdens zijn leven werd gemaakt (Augustus stierf in 14 n.Chr.), moet de bedoeling zijn geweest haar op te sturen naar een gerespecteerde familie in een provincia of protectoraat. Anders moet ze na Augustus' dood zijn gemaakt, wat de identificatie van een of meerdere figuren in de scène op losse schroeven zou zetten. 
Een ander gezichtspunt is dat de gemme Augustus inderdaad als een god voorstelt, maar dat ze specifiek werd gemaakt voor een goede vriend of een familielid, die deze mogelijk zelfs in Rome bewaarde, maar die als enige de betekenis ervan zou kennen.

## Interpretaties van de figuren en scènes

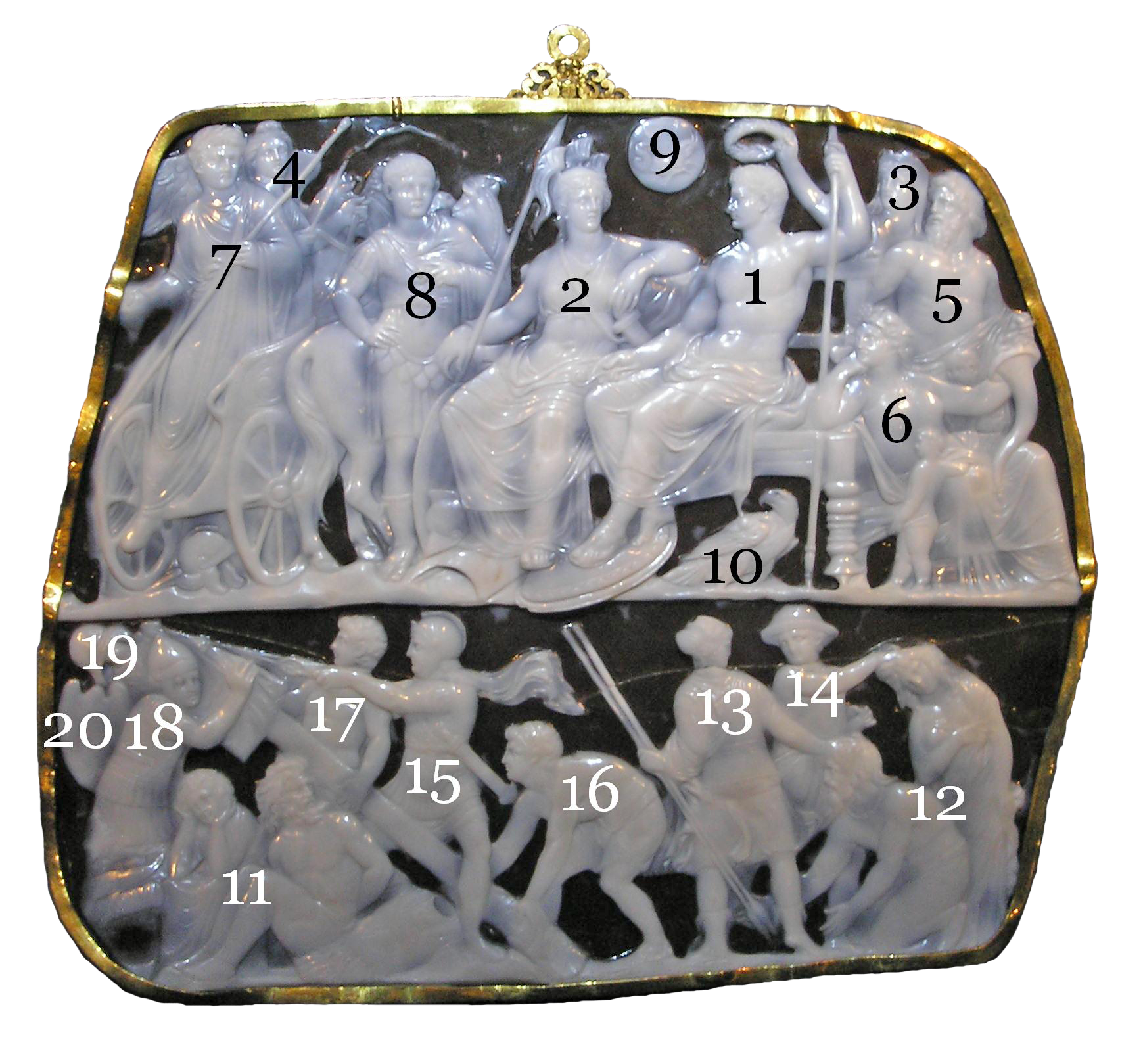
Gemma Augustea met referentienummers

### Bovenste scène
De getroonde figuur (#1) wordt meestal geïdentificeerd als Imperator Caesar Augustus of uitzonderlijk als een latere Romeinse heerser. De figuur die hem een lauwerkrans boven het hoofd houdt (#3) is het makkelijkst te identificeren, daar ze geen karaktertrekken vertoont die op andere figuren kunnen terugslaan: deze vrouw is Oikoumene, de personificatie van de bewoonde of beschaafde wereld. Ze draagt op haar hoofd een muurkroon en sluier. Ze bekroont Augustus met de corona civica van eikenbladeren – gebruikt om iemand te eren die het leven van een Romeins burger heeft gered. In deze afbeelding wordt ze echter aan hem gegeven omdat hij een veelheid van Romeinse burgers heeft gered.
De twee figuren uiterst rechts (#5 en #6) lijken nauw met elkaar te zijn verbonden. De rechtstaande bebaarde figuur is Oceanus of Neptunus (#5) wiens aanwezigheid vaak wordt gezien als een tegenhanger van de uiterst links gesitueerde figuren (#4 en #7), die ook een belangrijke toeschouwer daar hij het rijk van het water vertegenwoordigt. Onder hem heeft een personificatie van Tellus of Italia (#6) zich neergevlijd. De geleerden die in haar Tellus/Gaia zien, leggen een verband met de cornucopia en de kinderen rondom haar, die op de seizoenen zouden wijzen. Het is misschien vreemd dat Gaia een hoorn des overvloeds vasthoudt terwijl het lijkt alsof de hoorn momenteel niets produceert. Dit vormt een argument tegen een identificatie van Gaia en voor een identificatie van Italia, want historisch gezien was er hongersnood op de plaats van de gebeurtenis. Ook draagt zij een bulla, een soort medaillon, rond haar hals, wat, opnieuw, vreemd lijkt voor Gaia om om te hebben hangen. Hoe het ook zij, de kinderen schijnen in beide gevallen seizoenen voor te stellen, waarschijnlijk zomer en herfst daar een van hen korenaren draagt.
De adelaar van Jupiter (#10) zit onder de troon en lijkt erop te wijzen dat Augustus (#1) hier is voorgesteld als Jupiter. Naast hem zit de godin Roma (#2). Ze draagt een helm op haar hoofd en houdt een speer in haar rechterarm, terwijl haar linkerhand lichtjes het gevest van haar zwaard raakt, waarschijnlijk om aan te geven dat Rome altijd op de rand van oorlog verkeerde, maar altijd klaar stond om te vechten. Terwijl ze haar voeten laat rusten op de wapenrusting van de overwonnenen, lijkt Roma bewonderd te kijken naar Augustus (#1). Hoewel dit niet zeker is, wordt er vaak op gewezen dat het portret van Roma sterk gelijkt op dat van Livia, Augustus' langlevende vrouw. Ze was niet enkel de vrouw van Augustus, maar, uit haar eerste huwelijk, was ze de moeder van diens opvolger Tiberius. Men heeft ook opgemerkt dat Roma pas vanaf de regering van Hadrianus ook in Rome werd aanbeden (voordien werd Roma echter wel al in de provinciae vereerd). Dit pleit voor de hypothese dat de gemme zou zijn gemaakt voor iemand in de provinciae.
Uiterst links ment Victoria (#4) de wagen waarvan een jongeman (#7) net is aan het afstappen. Zij is duidelijk degene die de overwinnaar naar Rome bracht, maar is daar niet noodzakelijkerwijs voor de viering, want ze lijkt bij de jongeman (#7) er al opnieuw ongeduldig op aan te dringen om op zijn volgende campagne te vertrekken. Om de associatie van Victoria met de wagen te kunnen begrijpen, is het noodzakelijk dieper in te gaan op het historische belang van de wagen en haar paarden. De twee in perspectief afgebeelde paarden die voor de kar zijn gespannen, behoren tot de groep van Victoria en de jongeman. Maar het paard dat voor de kar staat, kan onmogelijk tot deze groep behoren en behoorde mogelijk toe aan de jongeling (#8) die voor haar staat. Historisch gezien werd de wagen van een overwinnaar getrokken door vier paarden (quadriga), en niet door slechts twee zoals op de Gemma Augustea (biga). Dit zou erop kunnen wijzen dat de jongeman (#7) hier niet als triumphator is afgebeeld.

### Onderste scène

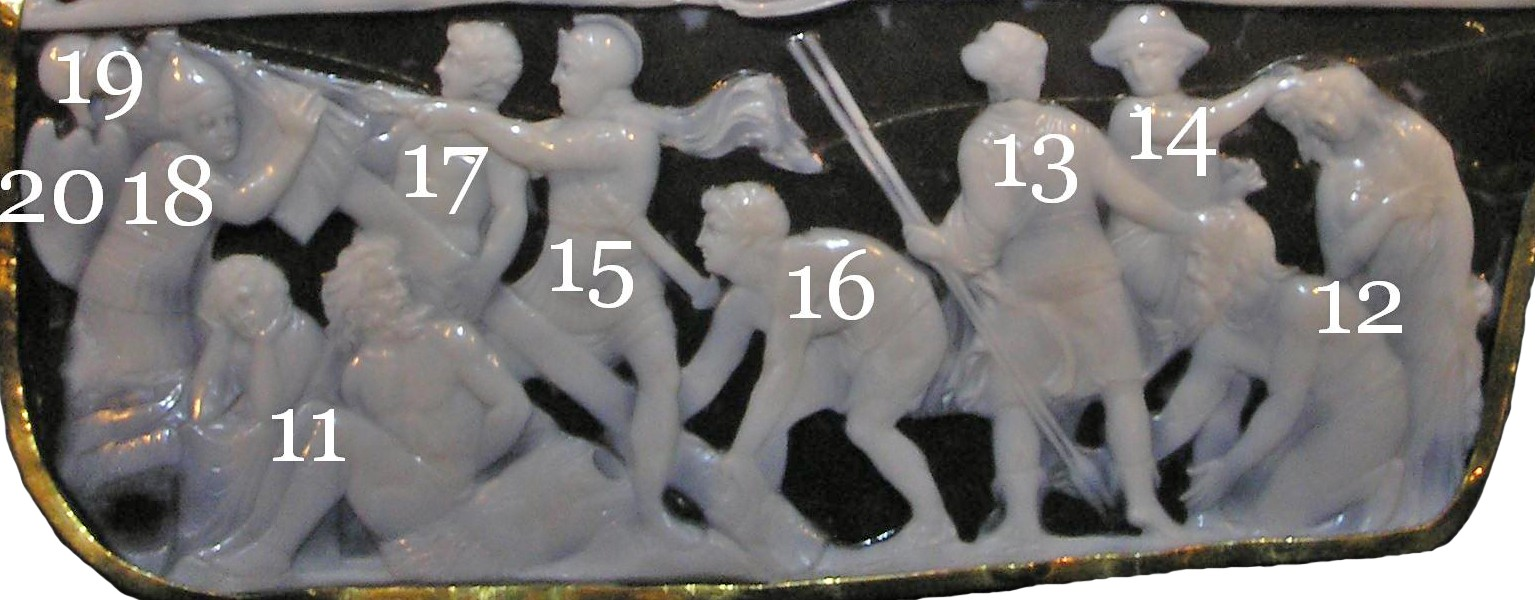
Onderste scène met referentienummers.

In het onderste vlak zijn de figuren minder duidelijk herkenbaar. Sommige onderzoekers zijn van mening dat deze figuren allemaal anoniem zijn, terwijl anderen menen dat deze figuren van betekenis waren en dus moeten worden geïdentificeerd. Aan de linkerkant zien we neergezeten barbaren (Kelten of Germanen) (#11), wat moet blijken uit hun brutale onverschrokkenheid. De zittende man en vrouw verbeelden de krijgsgevangenen, symbool van de Romeinse overwinning. De man zijn handen zijn achter zijn rug gebonden, en beiden zullen blijkbaar aan het tropaeum (#19) worden vastgemaakt. Een tropaeum is een trofee die wordt opgetrokken na een overwinning en dit meestal op de plaats waar de strijd definitief werd beslist. Het tropaeum is opgetrokken uit hout om het er als een rechthoekige mens te laten uitzien. Een helm (#19) wordt bovenaan geplaatst en wapens van de vijand eraan vastgemaakt. In deze scène trekken vier jonge mannen het tropaeum recht in zijn uiteindelijk naar zijn verticale positie. De meest linkse van deze vier (#18) is het moeilijkst te identificeren, maar de helm die hij draagt heeft sommigen doen besluiten dat hij mogelijk een Macedonisch soldaat was van koning Rhoemetalces I, die Tiberius had geholpen tijdens diens veldtocht in Pannonia. Van de drie anderen wordt de middelste (#15) omwille van zijn wapenrusting en wapperend mantel beschouwd als een personificatie van Mars. Hoewel de twee anderen figuren (#16 en #17) minder belangrijk lijken te zijn, lijken ze erg op elkaar en verwijzen mogelijk naar het sterrenbeeld van de Gemini (Tweelingen). Van de in de cameo verborgen sterrenbeelden is Gemini de moeilijkste om te duiden, maar het is mogelijk dat het de verborgen identiteit van de jongeling voor het paard (#8) kan helpen ontsluieren. Twee andere sterrenbeelden zijn echter veel duidelijker. Zo kan het schild met een grote schorpioen erop afgebeeld (#20) worden gelinkt aan de in november geboren Tiberius wiens schild mogelijk wel met zijn sterrenbeeld was versierd. De afbeelding tussen Roma en Augustus (#9) toont daarentegen Augustus’ favoriete sterrenbeeld, de Steenbok. Hoewel Augustus hoogstens kan zijn verwekt in december, claimde hij de Steenbok als zijn sterrenbeeld. De Steenbok overschaduwt niet alleen, maar een beeld van de zon of de maan, twee oude "planeten" die noodzakelijk waren om het volledige vermogen van een sterrenbeeld te tonen, kan worden gezien achter het sterrenbeeld. Hoewel de Schorpioen en de Gemini niet direct worden geassocieerd met planeten, is dit wel het geval voor Mars (#15) en de vrouw die een barbaar bij zijn haren vastgrijpt (#13) wordt vaak geassocieerd met Diana, die wordt vereenzelvigd met de maan. Zodoende zijn er ten minste drie grote zodiakale tekens zichtbaar.
Figuur #13 is waarschijnlijk Diana, hoewel een aantal geleerden geloven dat deze figuur slechts een auxilia-troep voorstelt samen met figuur #14. Diana heeft in haar linkerhand twee speren vast, en haar rechterhand lijkt te rusten op het hoofd van de man in figuur #12, niet zijn haar grijpend zoals velen veronderstellen. Een ander kenmerk ter identificatie van Diana is haar weelderige haar, opgebonden voor de jacht, en haar jachtkleding. De figuur #14 is mogelijk een auxilia-soldaat, maar het is waarschijnlijker dat hij een personificatie van Mercurius (Mercurius/Hermes) is, geïdentificeerd door zijn petasus. Mercurius lijkt een vrouw (#12) bij haar haren naar de oprichting van de trofee te slepen. Deze scène is ingewikkelder dan ze lijkt. Vele interpretaties zijn ervan overtuigd dat de "auxilia-soldaten" de barbaarse gevangenen wegslepen om hen samen met hun verwanten aan de trofee te binden. Er zijn echter aanwijzingen dat dit wellicht niet het geval is. Ten eerste is de man op zijn knieën om genade aan het smeken bij Diana, die op hem neerkijkt. Diezelfde man draagt een torque rond zijn nek, die vaak een Keltische of soms Germaanse persoon met enige autoriteit aanduidt. Het kan veelzeggend zijn dat Diana haar rug naar de waarnemer en mogelijk zelfs de scène zelf heeft gekeerd. Ze is de enige die als zodanig, en misschien in tegenstelling tot de viering van de overwinning in de strijd, medelijden toont voor iemand die smeekt voor zijn leven. Bovendien, aangezien de man een leider schijnt te zijn, is het beter voor de propaganda dat hij, als leider, smeekt bij een godin die Rome steunt. Mercurius sleept mogelijk niet de vrouw weg om aan de trofee te worden vastgebonden, maar dwingt haar op haar knieën voor Diana om om clementie te smeken. Ze maakt het teken van een wapenstilstand door haar hand op haar borst te plaatsen. Misschien beschermen Diana en Mercurius hen, door hen in de laatste momenten van de overwinning verlossing te bieden. Hoe het ook zij, het paar in #12 is niet hetzelfde als het ontredderde paar in #11. Zij lijken elkaar terzelfder tijd in evenwicht te houden als te contrasteren – evenwicht door barbaren zowel rechts als links te hebben, letterlijk de scène uitbalancerend, en contrast tussen een paar dat gedoemd is aan de trofee te worden vastgebonden en een ander die smeekt om clementie (en hier ook goede hoop in lijkt te hebben).

### Algemene scène

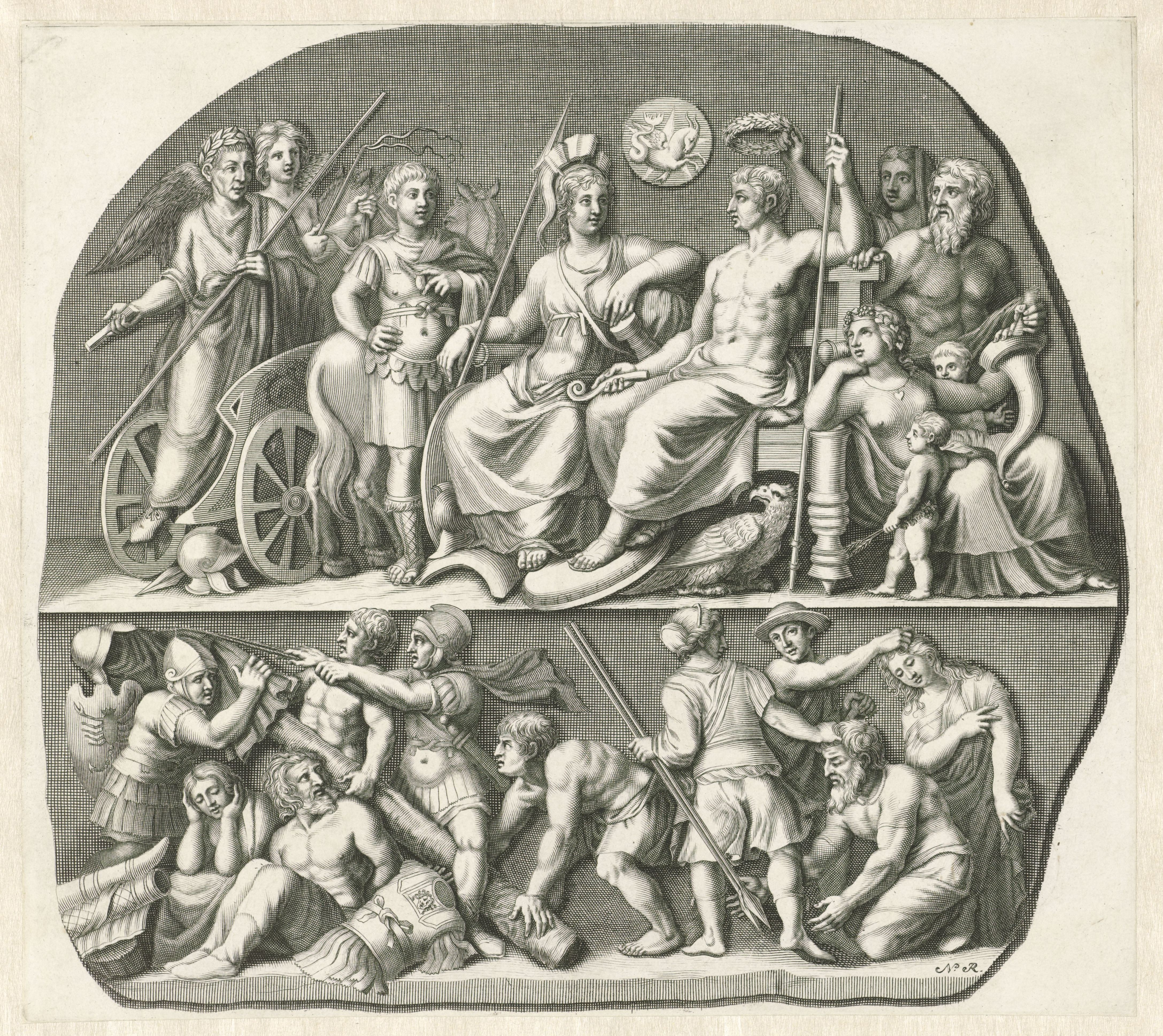
Camee Gemma prent, prentmaker: Nicolaes Ryckmans (vermeld op object) naar prent van: Paulus Pontius

De bovenste en onderste scènes vinden op verschillende tijdstippen plaats, en zijn in principe oorzaak en gevolg. De onderste scène vindt plaats aan de noordelijke grenzen, net na een door de Romeinen gewonnen strijd, die een tropaeum optrekken. De verzamelde krijgsgevangenen rouwend of smekend om genade naar de handen van de helpende goden reikend wachten op hun straf. De overwinning op het slagveld gaat vooraf aan de triomftocht in de bovenste scène.
De bovenste scène is een fusie van Rome, de Olympus, en de wereld der steden. Het valt op dat Augustus gezeten is met boven zich het door hem geclaimde sterrenbeeld en onder zich de adelaar die hem als Jupiter duidde. Hij had voor Rome een eind gemaakt aan vele jaren burgeroorlog en zou daarom altijd de eikenblarenkroon dragen. In zijn rechterhand houdt hij een lituus – zijn staf als augur, waarmee hij de voortekenen leest en verklaart welke oorlogen gerechtvaardigd zijn. Hij keert zijn gezicht naar Roma, die al wat hij heeft verenigd en gered van het bloedvergieten van een burgeroorlog vertegenwoordigd. Hij troont op gelijke hoogte als Roma, als verpersoonlijking van een god. Zijn voeten russen op wapens, die kunnen worden geïdentificeerd met de nieuw veroverde barbaren, of de afstamming van de gens Julia van Mars door zijn sterfelijke kinderen Romulus en Remus moet verbeelden. In tegenstelling tot alle andere figuren, met uitzondering van #7 en #8, wordt de figuur van Augustus als een echt portret beschouwd omdat men de iris in zijn oog kan zien.
Tiberius, Augustus' adoptiefzoon, die onlangs heeft gestreden in het noorden, keert voor een korte periode terug naar Rome – Victoria dringt immers met aandrang erop aan dat hij nieuwe gevechten zal aangaan – om zijn triomftocht te houden.
Er zijn echter problemen met deze interpretatie. De wagen is geen overwinningswagen. Het zou ongebruikelijk zijn als een door twee paarden getrokken wagen zou worden gebruikt voor een triomftocht. Bovendien draagt de figuur #7 een toga. De toga staat voor civiliteit en vrede, niet voor oorlog. Misschien is dit gedaan om de overwinning toe te schrijven aan Augustus’ augureren. Tiberius stapt uit zijn wagen, zijn respect betuigend aan Augustus, zijn adoptievader de triomf en overwinning gevend. Indien dit juist is, dan rest ons voor figuur #8 nog twee mogelijke kandidaten, Drusus maior of Germanicus. Rond deze tijd, was Drusus waarschijnlijk al dood, nadat hij van zijn paard was gevallen en aan de opgelopen verwondingen was bezweken. Het zou kunnen, dat het een voorstelling van Drusus, en zijn gedachtenis, is, daar hij door bijna iedereen werd liefgehad. Daar hij in militaire dracht is, helm waarschijnlijk naast hem onder de wagen, en toevallig naast een paard staat, is het zeer wel mogelijk dat het om Drusus gaat. Bovendien zijn er drie constellaties die verwijzen naar de drie portretten. Drusus zou dan met de Tweelingen in verband kunnen worden gebracht, hoewel de Tweelingen nogal verborgen zijn. Indien het portret Drusus als in leven zijnd voorstelt, zou de camee rond dezelfde periode moeten zijn gesneden als de Ara Pacis en het Altaar van Augustus, enige tijd voor 9 v.Chr., het jaar van Drusus’ dood.
Anderen, echter, denken dat #8 Germanicus is, de zoon van Drusus maior. Als de camee besteld is in of na 12 n.Chr., verwijzend naar Tiberius' overwinning op de Germanen en Pannoniërs, zou het aannemelijk zijn dat de Germanicus, geboren in 13 v.Chr., oud genoeg was om zijn uitrusting aan te trekken en zich voor te bereiden op oorlog, jaren na zijn vaders dood. Germanicus genoot ook de genegenheid van Augustus en andere leden van de familie.
De Gemma Augustea is een kunstwerk dat lijkt te zijn gebaseerd op dramatische hellenistische composities. De verfijnde uitvoeringsstijl was meer gebruikelijk in de laat-Augusteïsche of vroeg-Tiberiaanse periode, hoewel Augusteïsche waarschijnlijker is. Er is gesuggereerd dat het beeld van Augustus als Jupiter door Horatius in zijn Oden wordt gelinkt aan toekomstige Romeinse overwinningen.

## Latere geschiedenis
Op een bepaald moment in de oudheid werd ze naar Byzantium verplaatst, mogelijk nadat Constantijn de Grote de hoofdstad van het rijk officieel had verplaatst. Mogelijk is de gemme bij de verovering van Constantinopel in 1204 als schat meegekomen naar Frankrijk.
De Gemma Augustea wordt voor het eerst vermeld in 1246, in de inventaris van de abdij van Sint-Sernin in Toulouse, als "Cammaheu". De camee was van een zilveren vatting voorzien zodat ze als pectorale kon worden gedragen. De legende verhaalde dat Jozua de camee in de Ethiopische woestijn vond en dat ze – samen met andere stenen en kostbaarheden in de tempel van Jeruzalem – barstte bij de kruisiging van Jezus Christus. Karel de Grote zou de camee later als pectorale hebben gedragen en hem na zijn terugkeer van zijn (vermeende) reis naar Jeruzalem aan de abdij hebben geschonken.
Mogelijk werd er een christelijke interpretatie gegeven aan de scènes, waarbij de oprichting van de tropaeum als voorbereiding op de kruisiging van Jezus en de tronende Augustus en Roma als Christus en de Heilige Maagd Maria werden beschouwd. De camee werd met andere artefacten zoals het evangeliarium Heures de Charlemagne en de hoorn van Roelant op Witte Donderdag tentoongesteld. Paus Paulus II, een verzamelaar van gemmes, zou 10.000 goudstukken en de bouw van een brug over de Garonne hebben aangeboden aan de inwoners van Toulouse voor de Gemma Augustea, maar deze wezen zijn aanbod af.
Vanaf 1453 bevond de steen zich niet langer in de abdij. Vermoedelijk kreeg de rijke Franse koopman Jacques Cœur, bankier van Karel VII van Frankrijk en commissaire du roi aux États de Languedoc de camee in handen. Jacques Cœur dreigde in die periode met een proces en wist een geschenk van 5000 pond af te dwingen van de abdij.
Nadat Cœur in 1451 in ongenade was gevallen en in 1453 ter dood veroordeeld, werden zijn bezittingen verdeeld. Mogelijk heeft de Florentijnse bankier Otto Castellani zich de camee toegeëigend en naar Firenze meegenomen, al is hier geen enkel bewijs voor terug te vinden in de bronnen. Van de camee was in de 15e eeuw in Italië een gipsafgietsel bekend, want Filarete beschreef en roemde in zijn Trattato dell'Architettura (1464) een gipsafdruk – eigendom naar hij zei van de hertog van Berry – van het origineel dat zich in de sacristie in Toulouse bevond.

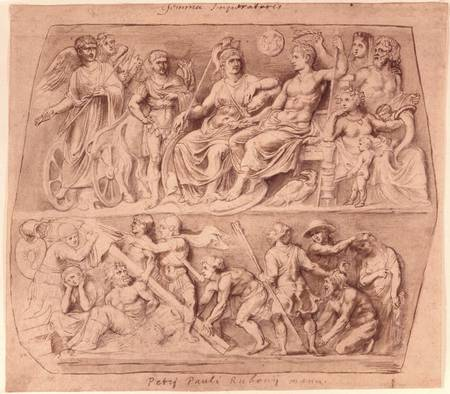
Tekening van de Gemma Augustea door Peter Paul Rubens.

In 1533 eigende koning Frans I van Frankrijk haar zich toe en liet hij de camee overbrengen naar Parijs, waar de steen rond 1590 uit het oog verdween, toen de hugenoten Fontainebleau plunderden. Het is mogelijk dat de Gemma Augustea in die periode een tijdlang in Venetië verbleef, want rond 1600 schijnt ze daar op te duiken en te zijn opgemerkt geweest door Nicolas-Claude Fabri de Peiresc. De jonge Peter Paul Rubens zou voor een nooit uitgegeven boek van Peiresc over camees een tekening maken van de Gemma Augustea (die hij Gemma Regis Franciae noemt) op basis van een gipsafdruk en daarbij ook zelf wijzigingen aanbrengen in de voorstelling. In 1619 werd de camee voor 12.000 dukaten verkocht aan keizer Rudolf II.
In 1779 liet keizerin Maria Theresia de collectie antieke gemmen van de schatkamer overbrengen naar het muntenkabinet, waardoor ook de Gemma Augustea aan de collectie van het Kunsthistorisches Museum Wien werd toegevoegd, waar het nog steeds is te bezichtigen.